# Star Fox Zero
Star Fox Zero (スターフォックス ゼロ, Sutā Fokkusu Zero) és el nom d'un videojoc shoot'em up publicat el 2016. Va ser desenvolupat sota el comandament del Gerent General de Desenvolupament de Nintendo, Shigeru Miyamoto. Anunciat el 8 de juny de 2014, un dia abans que es realitzés el E³ de 2014, quan el 10 de maig es van anunciar jocs que aprofitessin les característiques del Wii U GamePad.

## Jugabilitat
Encara que el joc només estigué disponible per a uns pocs i privilegiats clients en una demo a l'E³ de 2014 a porta tancada, Nintendo va llançar una imatge on es podia veure una de les pròximes etapes de l'aventura de Fox McCloud i el seu equip es va destacar pilots espacials. Star Fox Zero, tindrà almenys tres modes de joc diferents:
- Arwing: el jugador pren el control del Arwing per derrotar els teus enemics utilitzant el sensor de moviment de la Wii U GamePad per apuntar els seus tirs, i la pantalla de control mostra la vista des de l'interior de la cabina de la nau.
- Vs Wolf: involucra batalles contra el rival Wolf O'Donnell.
- City: el jugador pren el comandament d'un helicòpter volant sobre una ciutat que està sent envaït per robots de totes les mides (potser una barreja amb Project Giant Robot). Prement la dreta de la palanca analògica del Wii U GamePad, pot enviar un petit robot a la terra, que pot fer tirs i explorar el terreny, però està connectat amb l'helicòpter per una corda; a hores d'ara, la pantalla canvia per mostrar la visió robòtica GamePad i no l'helicòpter (un possible vincle amb Project Guard?).[2]

Els vehicles de Star Fox tenen la capacitat de transformar entre dos vehicles diferents o en altra manera, com el canvi entre el Arwing i Walker amb només prémer un botó al GamePad. El joc també introdueix un nou vehicle tipus helicòpter anomenat Gyrowing. La seva capacitat de transformació és baixar i controlar un petit robot. El tanc Landmaster pot volar durant un breu de vegades en un dels seus capacitats de transformació.

## Desenvolupament
| Director    | Takaya Imamura                    |
| Productor   | Shigeru Miyamoto Tadashi Sugiyama |
| Referències | [ 3 ]                             |

L'existència del joc es va confirmar en una roda de premsa el 8 de juny de 2014, dos dies abans de la E3 2014 comencés. El 10 de juny 2014 durant l'Exposició d'Entreteniment Electrònic, la revista Time va filtrar informació sobre el joc del matí, a continuació, Nintendo va anunciar la títol públicament, i en la Nintendo Digital Event @E3 2014 va donar a entendre una vegada més en els seus detalls addicionals més tard en el dia. Més tard, durant una entrevista amb Wired, Miyamoto va expressar el seu desig de treballar amb un desenvolupador extern per accelerar la finalització del projecte.
En una entrevista amb GameSpot, el director de joc Shigeru Miyamoto va revelar que tant Project Guard com Project Giant Robot estan connectats a Star Fox (Wii U) en una certa manera.
Miyamoto ha declarat que la trama principal del joc i presentació general s'estructuraran de manera episòdica, que s'inspira en la sèrie de televisió de 1960 dels Thunderbirds, amb les principals missions que ofereixen tradicional joc Star Fox en qualitat de "programació d'horari estel·lar", mentre missions secundàries que ofereix, la mecànica de joc experiències més extravagants (com les que es troben en Project Guard i Project Giant Robot) actuen com a "programació de tarda-nit."
Al desembre de 2014, en un vídeo per a les The Game Awards del 2014, Miyamoto va declarar que Star Fox es donaria a conèixer abans de la nova entrega de la sèrie The Legend of Zelda, prevista per al 2015 i que el joc seria compatible amb amiibo, però no va especificar de quina manera. Al 5 de gener de 2015, en una entrevista amb el canal de YouTube "Smosh Games", va confirmar que Star Fox seria jugable en el E³ de 2015 i va reiterar del mètode de joc GamePad / monitor, el que "permetrà moments cinematogràfics per barrejar amb un joc continu." El 18 de febrer, va confirmar que el joc es podria provar tant en moviments del GamePad com amb estics analògics. El 24 d'agost la data de llançament va estar anunciada per Nintendo per a 20 de novembre de 2015, però el joc es va endarrerir al primer trimestre de 2016, sent publicat finalment l'abril de 2016.

## Recepció
En un vídeo musical publicat per Nintendo el 25 de juny, el Mii de Shigeru Miyamoto puja a l'escenari per promocionar el seu nou joc Star Fox a Tomodachi Life de 3DS.
José Otero d'IGN descriu el mètode d'interfície com "intuïtiu", que proporciona una "clara avantatge" sobre els jocs anteriors de la sèrie.